# Thomas Bangalter

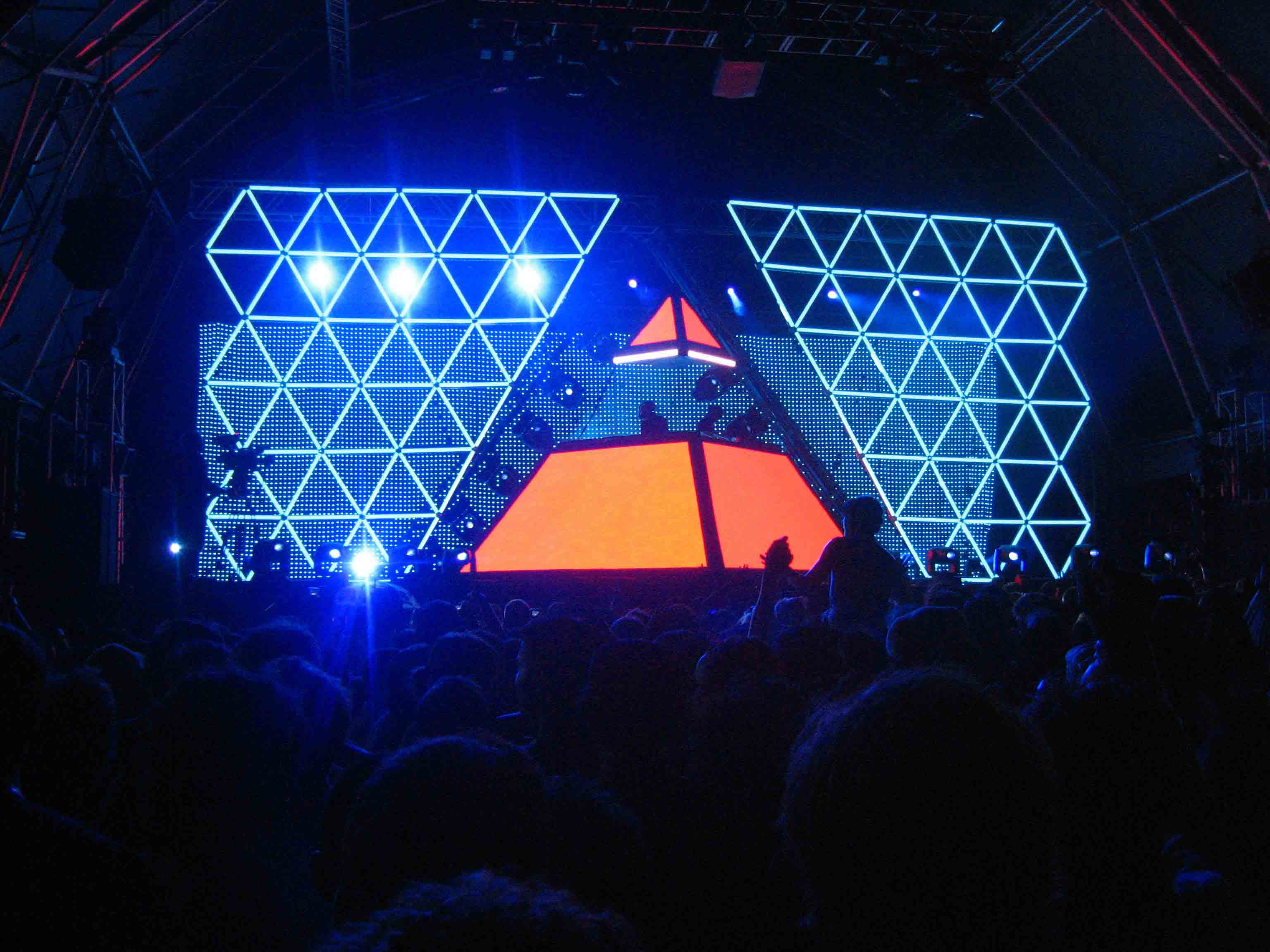
Daft Punk summercase 2006

Thomas Bangalter (París, 3 de enero de 1975) es un DJ, actor, músico y productor francés, conocido por ser miembro de Daft Punk junto a Guy-Manuel de Homem-Christo. También ha sido miembro de Stardust y Together, además de trabajar como solista incluyendo composiciones para la película Irreversible. Bangalter también es el fundador de la discográfica Roulé.

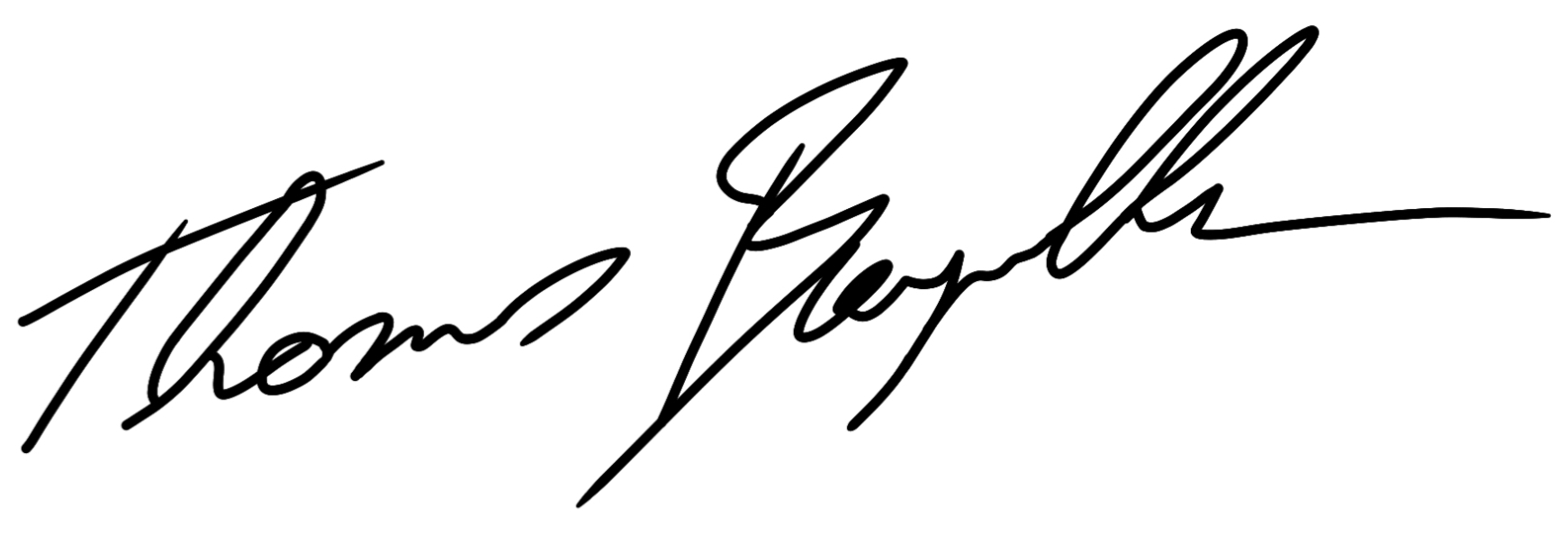
Firma de Thomas Bangalter

## Trayectoria

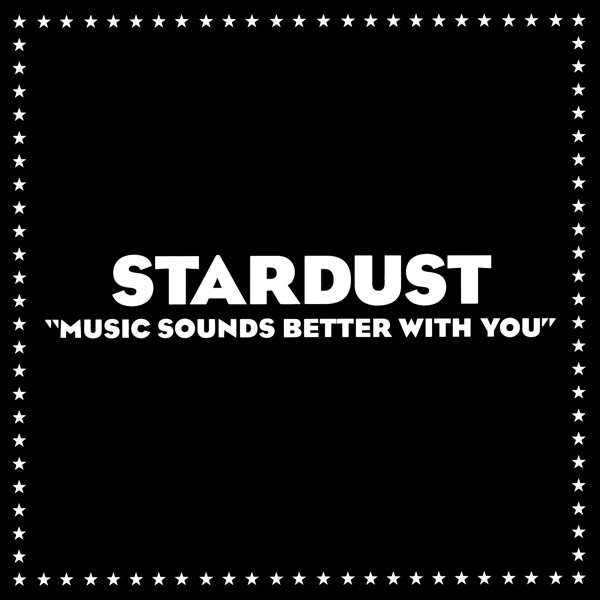
Cover de la versión single de la canción “Music Sounds Better with You” de Stardust

Bangalter nació en París, Francia. Empezó a tocar el piano a la edad de seis años. Bangalter dijo en una entrevista que sus padres eran muy estrictos en mantener su práctica, pero que luego les dio las gracias. Su padre, Daniel Vangarde era un compositor famoso y productor de artistas como los Gibson Brothers, Ottawan, Sheila B. Devotion. Según lo expresado por Bangalter, "nunca tuve intención de hacer lo que mi padre estaba haciendo."
Bangalter conoció a Guy-Manuel de Homem-Christo mientras asistía a la escuela Lycée Carnot en 1987. Fue allí donde descubrieron su mutua fascinación por el cine y la música de la década de 1960 y 70, "las cosas muy básicas del culto adolescente, desde Easy Rider hasta The Beatles y The Velvet Underground". En 1992, Ellos y Laurent Brancowitz (quien tiempo después sería el guitarrista de la banda francesa de indie Phoenix)  se unieron finalmente para formar un trío de indie rock llamado Darlin', en el que Bangalter tocaba el bajo. Otro de los proyectos fuera de Daft Punk fue el trío Stardust, en el que integró con Alan Braxe y Benjamin Diamond, conocidos por el sencillo "Music Sounds Better With You" lanzado en 1998, el cual debutó en la segunda posición en el Reino Unido. En 2000 formó parte del dúo Together junto a DJ Falcon, primo de Alan Braxe. En 2000 lanzaron su sencillo homónimo "Together" y en 2002, "So Much Love to Give", cuya canción incluye los samples de "Love's Such a Wonderful Thing" de la banda británica de soul The Real Thing, llegó a ocupar la ubicación n.º 71 en el Reino Unido.
Bangalter reside en Beverly Hills, California, con su esposa, la actriz francesa Élodie Bouchez, y con sus dos hijos, Tara-Jay y Roxan.
En enero de 2023, Bangalter anunció su primer disco como solista, titulado "Mythologies", que estará disponible a partir del 7 de abril.

## Discografía

### Álbumes
Con Guy-Manuel de Homem-Christo, también formó parte del grupo punk Darlin', y posteriormente fue su compañero en la banda Daft Punk, hasta el año 2021.

### EP
- Trax On Da Rocks (1995)
- Trax On Da Rocks Vol 2 (1998)

### Sencillos
- Spinal scratch (1996)
- Outrage  (2003)

### Bandas sonoras
- Irreversible (2002)
- Enter the Void (2009)
- "Riga (Take 5)" (2017) de la película Riga (Take 1)[10]
- "Sangria" (2018) de la película Climax
- "That Night in Brazil" (2022) de la película En Corps[11]
- Mythologies (2023)[12]

### Lados b
- Roule 302  (1996)

### Remixes
- 1997: Alan Braxe – Vertigo (Thomas Bangalter's Virgo Edit)
- 1998: Roy Davis Jr – Rock Shock (Thomas Bangalter Kalli's Start-Stop Mix)
- 1998: Bob Sinclar – Gym Tonic (Thomas Bangalter Kalli Mix)
- 2007: DJ Mehdi – Signatune (Thomas Bangalter Kalli Edit)